# Nahverkehr in Hagen

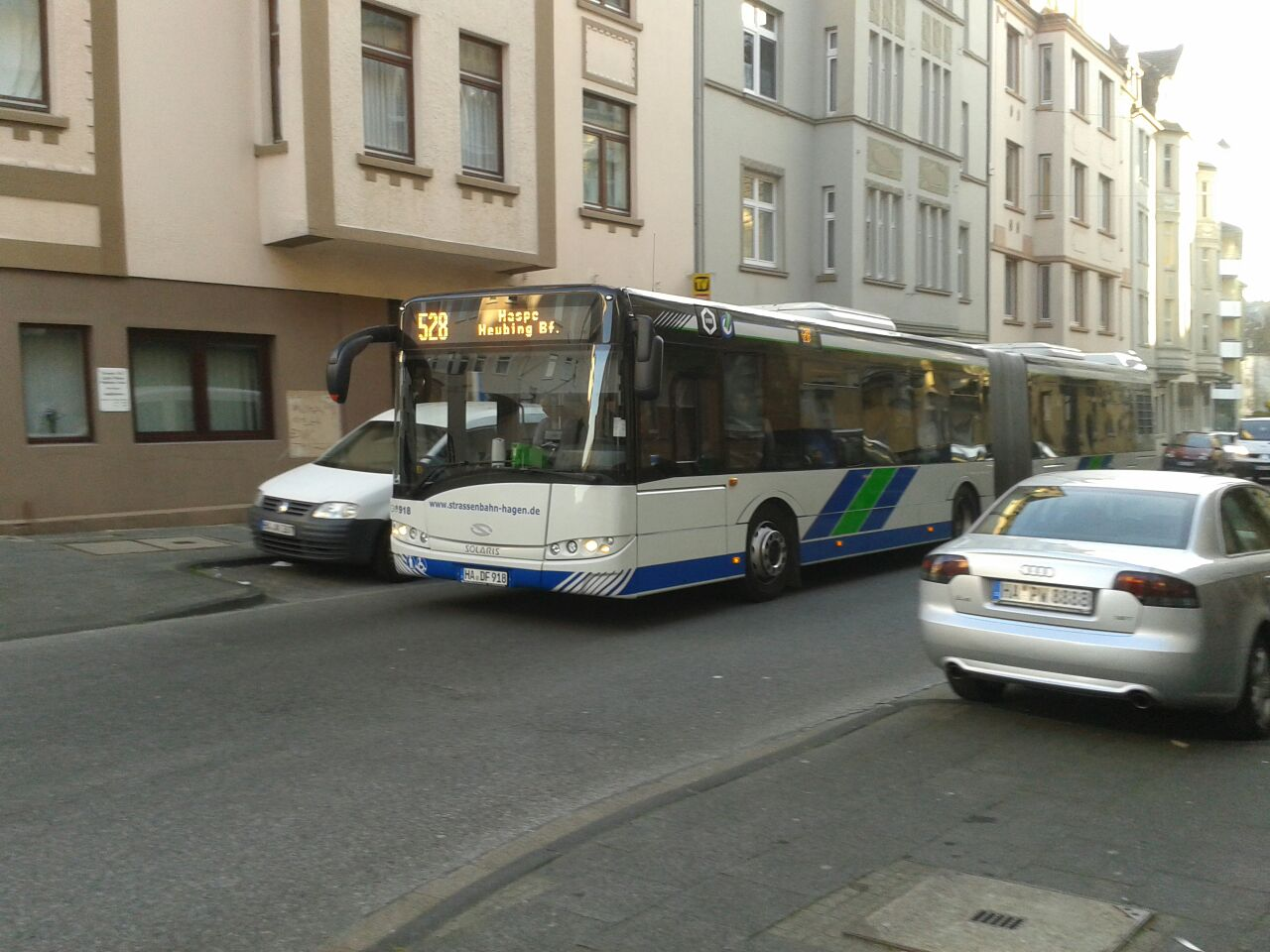
Bus der Linie 528 an der Haltestelle „Franklinstraße“ in Wehringhausen

Der Öffentliche Personennahverkehr der nordrhein-westfälischen Großstadt Hagen wird größtenteils durch Linienbusse, aber auch durch verschiedene Eisenbahnlinien bedient. In der Vergangenheit fuhren in Hagen auch Straßenbahnen.

## Eisenbahnverkehr

### Geschichte
Hagen liegt am Schnittpunkt mehrerer wichtiger Eisenbahnstrecken. Am 9. März 1849 erreichte die Bergisch-Märkische Eisenbahn-Gesellschaft mit ihrer Stammstrecke von Dortmund nach Elberfeld als erste Eisenbahn die Stadt. In den folgenden Jahren kamen viele wichtige Strecken ins weitere Umland hinzu:
- 21. März 1859: Ruhr-Sieg-Strecke bis Iserlohn-Letmathe, heute weiter bis Siegen
- 1. April 1867: nach Hamm über Schwerte und Unna
- 16. Oktober 1871: Volmetalbahn bis Oberhagen, heute weiter bis Brügge, Lüdenscheid, Meinerzhagen und Gummersbach
- 1. Juli 1874: Ruhrtalbahn aus Essen, Hattingen und Volmarstein
- 15. Mai 1876: Ennepetalbahn bis Gevelsberg-Haufe, später weiter bis Ennepetal-Altenvoerde
- 15. Mai 1879: Stammstrecke der Rheinischen Eisenbahn-Gesellschaft nach Dortmund und Düsseldorf, heute im Westen Hagens S-Bahnstrecke, im Norden nach Dortmund über Herdecke
- 1. Mai 1903: Kleinbahn Haspe–Voerde–Breckerfeld

Am 28. Mai 1988 wurde die Strecke über Gevelsberg und Wuppertal Richtung Düsseldorf und Mönchengladbach zur S-Bahnlinie S8 der S-Bahn Rhein-Ruhr aufgewertet. Am 29. Mai 1994 folgte die S-Bahnlinie S5 nach Dortmund über Witten. Seit Mai 2020 ergänzt die S9 aus Recklinghausen die S8 auf der Strecke zwischen Wuppertal und Hagen.

### Bahnhöfe
Im heutigen Stadtgebiet von Hagen existieren oder existierten folgende Personenbahnhöfe (ohne Kleinbahn Haspe–Breckerfeld):
| Name                | Eröffnung              | Schließung                | Bahnlinien                                                | Standort                    | frühere Namen | Quellen      | Anmerkung                              |
| ------------------- | ---------------------- | ------------------------- | --------------------------------------------------------- | --------------------------- | --- | ------------ | -------------------------------------- |
| Hagen Hbf           | 9. März 1849           |                           | RE 4 RE 7 RE 13 RE 16 RE 17 RB 40 RB 52 RB 91 S 5 S 8 S 9 | 51° 21′ 44″ N, 7° 27′ 42″ O | Hagen (1849–1906) Hagen (Westf) (1906–1931)                                                                                  | [ 3 ] [ 4 ]  |                                        |
| Breckerfeld-Priorei | ca. 1880               | 27. Mai 1979              |                                                           | 51° 17′ 13″ N, 7° 31′ 9″ O  | Breckerfeld (ca. 1880–1905)                                                                                                  | [ 5 ]        |                                        |
| Dahl                | 6. Sep. 1874           |                           | RB 52                                                     | 51° 18′ 13″ N, 7° 31′ 40″ O | | [ 6 ]        |                                        |
| Hagen-Ambrock       | ca. 1897               | ca. 1963                  |                                                           | 51° 19′ 15″ N, 7° 31′ 2″ O  | Ambrock (ca. 1897–1905) | [ 7 ]        |                                        |
| Hagen-Delstern      | 6. Sep. 1874           | 27. Mai 1979              |                                                           | 51° 20′ 36″ N, 7° 30′ 33″ O | Delstern (1874–1897) | [ 8 ]        |                                        |
| Hagen-Eckesey       | 15. Mai 1879           | ca. 1894                  |                                                           | 51° 22′ 5″ N, 7° 27′ 29″ O  | Hagen RhE (1879–ca. 1880) | [ 9 ] [ 10 ] | zum nahegelegenen Hauptbahnhof verlegt |
| Hagen-Halden        | ca. 1880               | 27. Mai 1979              |                                                           | 51° 22′ 54″ N, 7° 31′ 13″ O | Halden (ca. 1880–1949) | [ 11 ]       |                                        |
| Hagen-Harkorten     | 15. Mai 1876           | 29. Sep. 1968             |                                                           | 51° 20′ 32″ N, 7° 24′ 36″ O | Harkorten (1876–1913) Haspe-Harkorten (1913–1931)                                                                            | [ 12 ] [ 4 ] |                                        |
| Hagen-Haspe         | 9. März 1849           | 27. Mai 1979              |                                                           | 51° 20′ 35″ N, 7° 25′ 19″ O | Haspe (1849–ca. 1949) | [ 13 ]       |                                        |
| Hagen-Heubing       | 15. Sep. 1879 ca. 1968 | 14. Mai 1950              | S 8 S 9                                                   | 51° 21′ 9″ N, 7° 25′ 24″ O  | Haspe RhE (1879–ca. 1880) Haspe-Heubing (ca. 1880–1931)                                                                      | [ 14 ]       |                                        |
| Hagen-Kabel         | 21. März 1859          | 28. Mai 1994              |                                                           | 51° 24′ 13″ N, 7° 29′ 20″ O | Kabel (ca. 1859–1949) | [ 15 ]       |                                        |
| Hagen-Kückelhausen  | 15. Mai 1876           | 29. Sep. 1968             |                                                           | 51° 21′ 11″ N, 7° 26′ 37″ O | Kükelhausen (1876–ca. 1880) Kückelhausen (ca. 1880–1913) Haspe-Kückelhausen (1913–1931)                                      | [ 16 ] [ 4 ] |                                        |
| Hagen-Niederhaspe   | 15. Mai 1876           | 29. Sep. 1968             |                                                           | 51° 20′ 48″ N, 7° 25′ 8″ O  | Niederhaspe (1876–1952) | [ 17 ] [ 4 ] |                                        |
| Hagen-Oberhagen     | 6. Sep. 1874           |                           | RB 52                                                     | 51° 21′ 4″ N, 7° 28′ 44″ O  | Oberhagen (1874–1897) | [ 18 ]       |                                        |
| Hagen-Obervogelsang | ca. 1879 26. Mai 1968  | 14. Mai 1950 1. Juni 1980 |                                                           | 51° 20′ 20″ N, 7° 23′ 6″ O  | Ober-Vogelsang (1879–ca. 1905) Obervogelsang (ca. 1905–1950)                                                                 | [ 19 ]       |                                        |
| Hagen-Vorhalle      | 9. März 1849           |                           | RB 40 S 5                                                 | 51° 23′ 18″ N, 7° 26′ 1″ O  | Herdecke (1849–ca. 1880) Herdecke Süd (ca. 1880–ca. 1897) Herdecke-Vorhalle (ca. 1897–ca. 1912) Vorhalle (ca. 1912–ca. 1950) | [ 20 ]       |                                        |
| Hagen-Wehringhausen | 27. Mai 1979           |                           | S 8 S 9                                                   | 51° 21′ 14″ N, 7° 27′ 13″ O | | [ 21 ]       |                                        |
| Hagen-Westerbauer   | 28. Mai 1983           |                           | S 8 S 9                                                   | 51° 20′ 30″ N, 7° 23′ 48″ O | | [ 22 ]       |                                        |
| Hohenlimburg        | 21. März 1859          |                           | RE 16 RB 91                                               | 51° 20′ 56″ N, 7° 34′ 18″ O | | [ 23 ]       |                                        |
| Hohensyburg         | 2. Juni 1930           | 28. Sep. 1975             |                                                           | 51° 24′ 46″ N, 7° 28′ 34″ O | | [ 24 ]       |                                        |
| Rummenohl           | 6. Sep. 1874           |                           | RB 52                                                     | 51° 16′ 40″ N, 7° 31′ 42″ O | | [ 25 ]       |                                        |

### Heutiger Bahnverkehr
Die folgenden Tabellen zeigen die aktuell betriebenen Personenverkehre im Nahverkehr (ohne Museumsbahnen) ab Hagen Hauptbahnhof:
| Linie | Linienverlauf | Takt                                                                             | Betreiber       |
| ----- | --- | -------------------------------------------------------------------------------- | --------------- |
| RE 4  | Wupper-Express: Aachen Hbf – Aachen Schanz – Aachen West – Herzogenrath – Kohlscheid (einzelne Züge) – Übach-Palenberg – Geilenkirchen – Lindern – Hückelhoven-Baal – Erkelenz – Rheydt Hbf – Mönchengladbach Hbf – Neuss Hbf – Düsseldorf-Bilk – Düsseldorf Hbf – Wuppertal-Vohwinkel – Wuppertal Hbf – Wuppertal-Barmen – Wuppertal-Oberbarmen – Schwelm – Ennepetal (Gevelsberg) – Hagen Hbf – Wetter (Ruhr) – Witten Hbf – Dortmund Hbf Stand: Fahrplanwechsel Dezember 2023 | 60 min                                                                           | NationalExpress |
| RE 7  | Rhein-Münsterland-Express: Rheine – Emsdetten – Greven – Münster Hbf – Münster-Hiltrup – Drensteinfurt – Hamm (Westf) Hbf – Bönen – Unna – Holzwickede – Schwerte – Hagen Hbf – Ennepetal (Gevelsberg) – Schwelm – Wuppertal-Oberbarmen – Wuppertal Hbf – Solingen Hbf – Opladen – Köln Messe/Deutz – Köln Hbf – Dormagen – Neuss Hbf – Meerbusch-Osterath – Krefeld-Oppum – Krefeld Hbf Stand: Fahrplanwechsel Dezember 2023 | 60 min                                                                           | NationalExpress |
| RE 13 | Maas-Wupper-Express: Venlo – Kaldenkirchen – Breyell – Boisheim – Dülken – Viersen – Mönchengladbach Hbf – Neuss Hbf – Düsseldorf-Bilk – Düsseldorf Hbf – Wuppertal-Vohwinkel – Wuppertal Hbf – Wuppertal-Barmen – Wuppertal-Oberbarmen – Schwelm – Ennepetal (Gevelsberg) – Hagen Hbf – Schwerte (Ruhr) – Holzwickede – Unna – Bönen – Hamm (Westf) Hbf Stand: Fahrplanwechsel Dezember 2023 | 60 min                                                                           | eurobahn        |
| RE 16 | Ruhr-Lenne-Express: Essen Hbf – Wattenscheid – Bochum Hbf – Witten Hbf – Wetter (Ruhr) – Hagen Hbf – Hohenlimburg – Iserlohn-Letmathe – Letmathe-Dechenhöhle – Iserlohn Stand: Fahrplanwechsel Dezember 2023 | 60 min                                                                           | VIAS            |
| RE 17 | Sauerland-Express: Hagen Hbf – Schwerte (Ruhr) – Fröndenberg – Wickede (Ruhr) – Neheim-Hüsten – Arnsberg – Oeventrop – Freienohl – Meschede – Bestwig – Olsberg – Brilon Wald Linienast 1: – Brilon Stadt Linienast 2: – Hoppecke – Messinghausen – Beringhausen – Bredelar – Marsberg – Westheim (Westf) – Scherfede – Warburg (Westf) Linienast 3: – Willingen Stand: Fahrplanwechsel Dezember 2024 | 60 min Hagen – Brilon Stadt morgens Hagen – Warburg Clubsaison Hagen – Willingen | DB Regio        |
| RB 40 | Ruhr-Lenne-Bahn: Essen Hbf – Essen-Kray Süd – Wattenscheid – Bochum Hbf – Witten Hbf – Wetter (Ruhr) – Hagen-Vorhalle – Hagen Hbf Stand: Fahrplanwechsel Dezember 2021 | 60 min                                                                           | DB Regio        |
| RB 52 | Volmetal-Bahn: Dortmund Hbf – Dortmund Signal-Iduna-Park – Dortmund Tierpark – Dortmund-Kirchhörde – Dortmund-Löttringhausen – Wittbräucke – Herdecke – Hagen Hbf – Hagen-Oberhagen – Dahl – Rummenohl – Dahlerbrück – Schalksmühle – Lüdenscheid-Brügge – Lüdenscheid Stand: April 2024 | 60 min                                                                           | DB Regio        |
| RB 91 | Ruhr-Sieg-Bahn: Hagen Hbf – Hohenlimburg – Iserlohn-Letmathe hier Zugteilung, Zugteil 1: – Letmathe-Dechenhöhle – Iserlohn Zugteil 2: – Altena (Westf) – Werdohl – Plettenberg – Finnentrop – Lennestadt-Grevenbrück – Lennestadt-Meggen – Lennestadt-Altenhundem – Kirchhundem – Kirchhundem-Welschen Ennest – Kreuztal-Littfeld – Kreuztal-Eichen – Kreuztal – Siegen-Geisweid – Siegen-Weidenau – Siegen Hbf Stand: Fahrplanwechsel Dezember 2021 | 60 min (werktags) 120 min (sonn-/feiertags)                                      | VIAS            |
| S 5   | Dortmund Hbf – Dortmund-Barop – Dortmund-Kruckel – Witten-Annen Nord – Witten Hbf – Wetter (Ruhr) – Hagen-Vorhalle – Hagen Hbf Stand: Fahrplanwechsel Dezember 2023 | 60 min                                                                           | DB Regio        |
| S 8   | Hagen Hbf – HA-Wehringhausen – HA-Heubing – HA-Westerbauer – Gevelsberg-Knapp – Gevelsberg Hbf – Gevelsberg-Kipp – Gevelsberg West – Schwelm – Schwelm West – W-Langerfeld – W-Oberbarmen – W-Barmen – W-Unterbarmen – Wuppertal Hbf – W-Steinbeck – W-Zoologischer Garten – W-Sonnborn – W-Vohwinkel – Haan-Gruiten – Hochdahl-Millrath – Hochdahl – Erkrath – D-Gerresheim – D-Flingern – Düsseldorf Hbf – D-Friedrichstadt – D-Bilk – D-Völklinger Straße – D-Hamm – NE Rheinpark-Center – NE Am Kaiser – Neuss Hbf – Büttgen – Kleinenbroich – Korschenbroich – MG-Lürrip – Mönchengladbach Hbf Stand: Fahrplanwechsel Dezember 2023                                | 60 min                                                                           | DB Regio        |
| S 9   | Recklinghausen Hbf – Herten (Westf) – Gladbeck West – Bottrop-Boy – Bottrop Hbf – E-Dellwig Ost – E-Gerschede – E-Borbeck – E-Borbeck Süd – Essen West – Essen Hbf – E-Steele – E-Überruhr – E-Holthausen – E-Kupferdreh – Velbert-Nierenhof – Velbert-Langenberg – Velbert-Neviges – Velbert-Rosenhügel – Wülfrath-Aprath – W-Vohwinkel – W-Sonnborn – W-Zoologischer Garten – W-Steinbeck – Wuppertal Hbf – W-Unterbarmen – W-Barmen – W-Oberbarmen – W-Langerfeld – Schwelm West – Schwelm – Gevelsberg West – Gevelsberg-Kipp – Gevelsberg Hbf – Gevelsberg-Knapp – HA-Westerbauer – HA-Heubing – HA-Wehringhausen – Hagen Hbf Stand: Fahrplanwechsel Dezember 2023 | 60 min                                                                           | DB Regio        |

## Busverkehr

### Übersicht
Der örtliche Busverkehr wird größtenteils durch die Hagener Straßenbahn AG betrieben.
Drei Hauptachsen werden im 10-Minuten-Takt befahren (Linie 542 zwischen Kabel und Westerbauer, sowie jeweils die gemeinsamen Strecken der Linien 510 und 512 zwischen Boele und Eilpe, sowie 522, 541 und CE52 zwischen Stadtmitte und Remberg), weitere Strecken im 15-Minuten-Takt (Teile der Linien 516 und 517, sowie die gemeinsamen Strecken der Linien 514 und 543, 515 und 521, 518 und 519, 521 und 525, 527 und 534). Die weiteren Linien werden im 30- bis 60-Minuten-Takt bedient. Sonntags herrscht ein etwas eingeschränkter Fahrplan.
Folgende weitere Busunternehmen betreiben Busverkehr in Hagen:
- Bogestra: Linie 376
- Verkehrsgesellschaft Ennepe-Ruhr (VER): Linien 511, 523, 529, 553, 555, 571, 575
- Märkische Verkehrsgesellschaft (MVG): Linien 1, 5, 9, 57, 84
- DB Busverkehr Rheinland (BVR): Linien 591, 594

Neben Haltestellen Hagen Hbf, Stadtmitte und einigen weiteren im Stadtzentrum, an denen nahezu alle Buslinien halten, sind die Haltestellen Boele Markt, Eilpe, Haspe Zentrum/Hasper Torhaus, Hohenlimburg Bf, Loxbaum und Vorhalle Mitte wichtige Umsteigepunkte in den Stadtteilen.
Neben regulären Buslinien verkehren in Hagen zwei Schnellbusse, die City-Express-Linien CE51 und CE52, die nicht an allen Haltestellen halten und daher schnellere Verbindungen herstellen. Auch die Linien 84, 511, 540, 591 und 594 halten im Stadtgebiet Hagen nicht an allen Haltestellen und stellen „inoffizielle“ Schnellbusse dar.
Im Rahmen des Berufs- und Schülerverkehrs in der Hauptverkehrszeit verkehren zusätzliche Einsatzwagen mit dem Signal E, die meist verschiedene Äste der regulären Linien kombinieren. Auch die Linien 529, 571 und 575 der VER sind als Einsatzwagen einzuordnen.
Die Nachtexpresslinien verkehren im Abendverkehr täglich ab ca. 22:30 Uhr bis 0:30 Uhr sowie vor Sams-, Sonn- und Feiertagen bis 1:30 Uhr (jeweils Abfahrt ab Stadtmitte, um 30 Minuten verschoben bei NE3 und NE9). Die Linie NE9 wird von DB Busverkehr Rheinland betrieben.

### Liniennetz
Legende Stand: 2. Juli 2023
- Haltestellen außerhalb der Stadtgrenzen von Hagen sind kursiv dargestellt
- Haltestellen, die nur durch sehr wenige oder gar keine Fahrten mit Hagen verbunden sind, sind durchgestrichen

#### Tageslinien
| Linie | Linienverlauf | Fahrzeit  | Haltestellen | Betreiber                                                                             | Takt (Mo – Fr)                                                | Takt (Sa)                                                     | Takt (So)                                                     |
| ----- | --- | --------- | ------------ | ------------------------------------------------------------------------------------- | ------------------------------------------------------------- | ------------------------------------------------------------- | ------------------------------------------------------------- |
| CE51  | (City-Express) Hagen Hauptbahnhof – Stadtmitte – Rathaus an der Volme – Markt – Eilpe – Staplack/Enervie Zentrale – Hünenpforte – Hohenlimburg Bahnhof – Elsey Krankenhaus – Hohenlimburg Im Sibb | 38 min    | 20           | Hagener Straßenbahn AG                                                                | 30 min                                                        | 30 min                                                        | 60 min nur Hohenlimburg Bf – Im Sibb                          |
| CE52  | (City-Express) Vossacker – Vorhalle Mitte – Weststraße – Eckesey, Bauhaus – Hagen Hauptbahnhof – Theater – Stadtmitte – Rathaus an der Volme – Brunnenstraße – Eppenhauser Brunnen – Emster Straße – Haßleyer Straße – Boloh | 41 min    | 23           | Hagener Straßenbahn AG                                                                | 30 min                                                        | 30 min                                                        | 60 min                                                        |
| 1     | Hohenlimburg Bahnhof – Hohenlimburg Mitte – Lennebad – Elsey Krankenhaus – Bardensiepen – Steltenbergstraße – Iserlohn, Letmathe Ostfeld – Letmathe, Alter Markt – Letmathe Mitte – Pater und Nonne – Dechenhöhle – Iserlohn Stadtbahnhof – Iserlohn, Konrad-Adenauer-Ring/ZOB – Hemer, Westig Drehscheibe – Hemer ZOB – Menden, Battenfeld – Menden, Bahnhof – Menden, Battenfeld                                                       | 87 min    | ?            | Märkische Verkehrsgesellschaft                                                        | 30 min in Hagen                                               | 30–60 min in Hagen                                            | 60 min in Hagen                                               |
| 5     | (Iserlohn, Lasbeck) – Letmathe Mitte – Wiechertstraße – Letmathe Gymnasium – Aquamathe – Stübbeken – Schälk – Hagen, Pendling – Viermarkenbaum – Schwerte, Ergste Kirchstraße | ?         | ?            | Märkische Verkehrsgesellschaft                                                        | 60 min                                                        | 60 min als ALF                                                | 60 min als ALF                                                |
| 9     | Hohenlimburg Bahnhof – Hohenlimburg Mitte – Elsey Post – Elsey Krankenhaus – Lennebad – Oege, Grote – Hoesch Siedlung – Letmathe Mitte | 15 min    | 12           | Märkische Verkehrsgesellschaft                                                        | 60 min                                                        | 60 min                                                        | 60 min                                                        |
| 57    | Rummenohl Mitte – Schalksmühle, Dahlerbrück – Schalksmühle, Mitte – Schalksmühle, Rathausplatz (– Schalksmühle, Strücken – Lüdenscheid, Grüne – Lüdenscheid, Brügge Bahnhof) | 10/22 min | 10/22        | Märkische Verkehrsgesellschaft                                                        | 60 min                                                        | kein Betrieb                                                  | kein Betrieb                                                  |
| 84    | (Hält in Hagen nicht an allen Hst.) Hagen Hauptbahnhof – Stadtmitte – Rathaus an der Volme – Eilpe – Freilichtmuseum – Zurstraße – Königsheide – Breckerfeld Busbahnhof – Halver, Dommelnheide – Halver, Sparkasse/ZOB – Kierspe, Am Hedberg | 57 min    | 39           | Märkische Verkehrsgesellschaft                                                        | 60 min                                                        | 60 min                                                        | Einzelfahrten                                                 |
| 376   | Vorhalle Bahnhof – Herdecke Mitte – Herdecke Rathaus – Attenbergstraße/Bahnhof – Herdecke, Ender Mitte – Herdecke, Westende/Gemeinschaftskrankenhaus – Egge – Witten, Holzkamp-Gesamtschule – Witten, Rathaus – Witten Hauptbahnhof – Witten, Heven Dorf – Bochum, Haupteingang Botanischer Garten – Bochum, Ruhr-Universität | 51 min    | 38+19        | Bogestra                                                                              | 60 min in Hagen                                               | 60 min in Hagen                                               | 60 min in Hagen                                               |
| 510   | (Hagen-Boele Markt – Loxbaum – Boeler Straße – St-Josefs-Kirche –) Hauptbahnhof – Theater – Stadtmitte – Rathaus an der Volme – Markt – Oberhagen – Eilpe – Delstern – Oberdelstern – Ambrock – Dahl – Priorei – Rummenohl Bahnhof – Sterbecke | 59 min    | 47/48        | Hagener Straßenbahn AG                                                                | 20 min                                                        | 20 min                                                        | 30 min                                                        |
| 511   | (Hält in Hagen nicht an allen Hst.) Stadtmitte – Hagen Hauptbahnhof – Kückelhausen – Haspe Zentrum – Am Andreasberg – Schützenhof – Ennepetal, Verneis – Ennepetal, Voerde Mitte – Ennepetal, Rathaus – Ennepetal, Altenvoerde Mitte – Ennepetal, Klutert – Ennepetal, Busbahnhof | 43 min    | 28           | Verkehrsgesellschaft Ennepe-Ruhr (Gemeinschaftskonzession mit Hagener Straßenbahn AG) | 30 min                                                        | 30 min                                                        | 60 min                                                        |
| 512   | (Dortmund-Syburg –) Bathey – Hagen-Boele Markt – Loxbaum – Boeler Straße – St-Josefs-Kirche – Hauptbahnhof – Theater – Stadtmitte – Rathaus an der Volme – Markt – Oberhagen – Eilpe – Krähnocken – Freilichtmuseum – Selbecke (– Zurstraße – Königsheide – Breckerfeld – Breckerfeld Busbahnhof – Wengeberg Penninckweg) | 66 min    | 65           | Hagener Straßenbahn AG                                                                | 20/60 min                                                     | 20/60 min                                                     | 30/60 min                                                     |
| 513   | Hagen Hauptbahnhof – Neumarktstraße – Stadtmitte – Emilienplatz – Landgericht – Autobahn – Alter Reher Weg – Hasselbach – Im Stockhof – Elsey Post – Elsey Krankenhaus – Lennebad – Hohenlimburg Mitte – Hohenlimburg Bahnhof | 32 min    | 19           | Hagener Straßenbahn AG                                                                | 30 min                                                        | 30 min                                                        | 30 min                                                        |
| 514   | Spielbrink – Quambusch – Ev. Krankenhaus – Heubing Bahnhof – Haspe – Gewerbepark Kückelhausen – Buschey – Hagen Hauptbahnhof – Neumarktstraße – Stadtmitte – ←Hildegardis-Schule – Aschenbergstraße – Fleyer Straße – Hoheleye – Loxbaum – Helfe Mitte – Kabel – Bathey | 578 min   | 48           | Hagener Straßenbahn AG                                                                | 30 min                                                        | 30 min                                                        | 60 min                                                        |
| 515   | Familienbad Hengstey – Boele Markt – Fuhrparkstraße – Hagen Hauptbahnhof – Theater – Stadtmitte – Landgericht – Fachhochschule Südwestfalen – Tondernstraße – FernUniversität – Loxbaum (– Rohrstraße – ARCADEON – Gut Herbeck – Herbeck – Hünenpforte – Hohenlimburg Mitte – Hohenlimburg Bahnhof) | 70 min    | 55           | Hagener Straßenbahn AG                                                                | 30-60 min                                                     | 30-60 min                                                     | 30-60 min                                                     |
| 516   | (Wasserschloss Werdringen –) Brockhausen/Vorhalle Bahnhof (abwechselnd, sonntags nur Brockhausen, nach Werdringen nur zeitweise zw. 10 und 20 Uhr) – Vorhalle Mitte – Ziegelei – Geitebrücke – Niedernhofstraße – Röntgenstraße – St-Josefs-Kirche – Hagen Hauptbahnhof – Theater – Stadtmitte – Rathaus an der Volme – Markt – Oberhagen – Buntebachstraße – Luisenstraße – Eilpe – Eilperfeld                                          | 52 min    | 45           | Hagener Straßenbahn AG                                                                | 15 min                                                        | 15 min                                                        | 60 min                                                        |
| 517   | (Hasper Torhaus – Heubing Bahnhof – Hasper Hammer – Rodersiepen –) / (Tückingschulstr. –) Kuhlerkamp – Rudolfstraße – Heinrichstraße – Volkshochschule – Hagen Hauptbahnhof – Neumarktstraße – Stadtmitte – Landgericht – Autobahn – Reh/Lenne Arena – Elsey Kirche – Elsey Ehrenmal – Lennebad – Hohenlimburg Mitte – Hohenlimburg (– Wesselbach)                                                                                       | 52 min    | 40           | Hagener Straßenbahn AG                                                                | 15-60 min                                                     | 15-60 min                                                     | 30-60 min                                                     |
| 518   | Hohenlimburg Bahnhof – Hohenlimburg Mitte – Hünenpforte – Holthausen – Staplack/Enervie Zentrale – Haßley – Emsterfeld – Emst, Karl-Ernst-Osthaus-Straße – Wasserloses Tal – Stadthalle – Marktbrücke – Rathaus an der Volme – Stadtmitte – Theater – Hagen Hauptbahnhof – Eckesey, Bauhaus – Fuhrparkstraße – Geitebrücke – Weststraße – Herdecke Mitte – Herdecke Rathaus – Attenbergstraße/Bahnhof – Am Schlagbaum – Herdecke Schanze | 66 min    | 45           | Hagener Straßenbahn AG                                                                | 30 min                                                        | 30 min                                                        | 60 min                                                        |
| 519   | Herdecke Nacken (– Herdecke Bf (nur stündlich, nicht an Sonntagen)) – Herdecke Mitte – Weststraße – Geitebrücke – Niedernhofstraße – Röntgenstraße – St-Josefs-Kirche – Hagen Hauptbahnhof – Theater – Stadtmitte – Rathaus an der Volme – Marktbrücke – Stadthalle – Wasserloses Tal – Emst, Karl-Ernst-Osthaus-Straße – Emsterfeld | 53 min    | 34           | Hagener Straßenbahn AG                                                                | 30 min                                                        | 30 min                                                        | 60 min                                                        |
| 521   | Berchum – Gosmann – Halden, Lange Eck – Halden, Sauerlandstraße – Fachhochschule Südwestfalen – Landgericht – Stadtmitte – Volkspark – Fichte-Gymnasium – Lange Str. – Gewerbepark Kückelhausen – Hestertstraße – Hasper Torhaus – Dickenbruchstraße – Kipperstraße – Nordstraße – Westerbauer Bahnhof | 64 min    | 51           | Hagener Straßenbahn AG                                                                | 30 min                                                        | 30 min                                                        | 60 min                                                        |
| 522   | Hagen Hauptbahnhof – Neumarktstraße – Stadtmitte – Rathaus an der Volme – Brunnenstraße – Eppenhauser Brunnen – Emster Straße – Haßleyer Straße – Herbeck – Hünenpforte – Hohenlimburg Mitte – Hohenlimburg Bahnhof | 26 min    | 19           | Hagener Straßenbahn AG                                                                | 30 min                                                        | 30 min                                                        | 60 min                                                        |
| 523   | Dahl Grundschule Volmetal – Ribbertstraße – Dahl – Priorei – Priorei Bahnhof – Schemm – Breckerfeld, Busbahnhof → Breckerfeld, Schule → Breckerfeld, Bergstraße → Breckerfeld Busbahnhof | 19-24 min | 23           | Verkehrsgesellschaft Ennepe-Ruhr (Gemeinschaftskonzession mit Hagener Straßenbahn AG) | Einzelne Fahrten (nachmittags angenäherter Stundentakt)       | kein Betrieb                                                  | kein Betrieb                                                  |
| 524   | Fley Mitte – Hoheleye – Loxbaum – Boelerheide – Eckesey, Bauhaus – Hagen Hauptbahnhof – Theater – Stadtmitte – Landgericht – Tondernstraße – Rohrstraße – Industriestraße – Garenfeld Mitte | 54 min    | 48           | Hagener Straßenbahn AG                                                                | 30 min                                                        | 30 min                                                        | 60 min                                                        |
| 525   | Boele Markt – Boelerheide – (Westfalenbad –) Sportpark Ischeland – Höing – Hildegardis-Schule – Stadtmitte – Neumarktstraße – Hagen Hauptbahnhof – Lange Str. – Gewerbepark Kückelhausen – Hestertstraße – Hasper Torhaus – Heubing Bahnhof – Hasper Hammer – Geweke | 61 min    | 42           | Hagener Straßenbahn AG                                                                | 30 min                                                        | 30 min                                                        | 60 min                                                        |
| 527   | Ischeland, Königstraße – St-Josefs-Kirche – Hagen Hauptbahnhof – Theater – Stadtmitte – Rathaus an der Volme – Marktbrücke – Stadthalle – Wasserloses Tal – Felsental – Emst Wasserturm – Emst Kirche – Emsterfeld – Haßleyer Straße – Deutsches Rotes Kreuz – Tondernstraße – FernUniversität – Loxbaum | 37 min    | 33           | Hagener Straßenbahn AG                                                                | 30 min                                                        | 30 min                                                        | 60 min                                                        |
| 528   | Lennetal Profilstraße – Werkzeugstraße – Rohrstraße – Tondernstraße – Landgericht – Stadtmitte – Neumarktstraße – Hagen Hauptbahnhof | 27 min    | 22           | Hagener Straßenbahn AG                                                                | 30 min                                                        | 30 min                                                        | 60 min                                                        |
| 529   | Haspe Zentrum – Am Andreasberg – Schützenhof – Ennepetal, Verneis – Ennepetal, Voerde Mitte – Oberbauer – Königsheide – Breckerfeld, Busbahnhof Gemeinschaftskonzession mit Verkehrsgesellschaft Ennepe-Ruhr, Betrieb durch die VER | 37 min    | 37           | Verkehrsgesellschaft Ennepe-Ruhr (Gemeinschaftskonzession mit Hagener Straßenbahn AG) | Einzelne Fahrten in der HVZ                                   | kein Betrieb                                                  | kein Betrieb                                                  |
| 534   | Boele Markt – Helfe Mitte – Seniorenzentrum Buschstraße – Loxbaum – FernUniversität – Tondernstraße – Deutsches Rotes Kreuz – Haßleyer Straße – Haßley – Staplack/Enervie Zentrale – Holthausen – Hohenlimburg Mitte – Hohenlimburg Bahnhof | 31 min    | 25           | Hagener Straßenbahn AG                                                                | 30 min                                                        | 30 min                                                        | 60 min                                                        |
| 535   | Emsterfeld – Emst Kirche – Bissingheim – Delstern Friedhof – Delstern – Eilpe – Luisenstraße – Krähnockenstraße – Hubertusstraße – Oberhagen Bahnhof – Markt | 24 min    | 22           | Hagener Straßenbahn AG                                                                | 60 min                                                        | 60 min                                                        | kein Betrieb                                                  |
| 537   | Oege – Hoesch Siedlung – Hohenlimburg Mitte – Hohenlimburg Bahnhof – Langenkamp – Volkenborn – J.P. Hüsecken – Lahmen Hasen – Obernahmer | 24 min    | 27           | Hagener Straßenbahn AG (Gemeinschaftskonzession mit Hausemann & Mager)                | 60 min                                                        | 60 min                                                        | kein Betrieb                                                  |
| 538   | Herdecke Mühlenstraße – Hengsteyseestraße – Vorhalle Bahnhof – Vorhalle Mitte – Geitebrücke – Niedernhofstraße – Boele Markt – Kabel – Garenfeld – Gosmann – Berchum Schule – Alter Reher Weg – Reh/Lenne Arena – Elsey Kirche – Elsey Ehrenmal – Lennebad – Hohenlimburg Mitte – Hohenlimburg Bahnhof – Langenkamp – Volkenborn – J.P. Hüsecken – Lahmen Hasen – Obernahmer                                                             | 72 min    | 72           | Hagener Straßenbahn AG (Gemeinschaftskonzession mit Hausemann & Mager)                | 60 min                                                        | 60 min                                                        | 60 min                                                        |
| 539   | Reh, Schälker Landstraße – Reh Schule – Hasselbach – Im Stockhof – Im Ölm – Kirchenbergstadion – Steltenbergstraße – Elsey Post – Elsey Kirche – Elsey Ehrenmal – Lennebad – Hohenlimburg Mitte – Hohenlimburg Bahnhof – Oege (– Hoesch Siedlung) – Unternahmer – Regenbogenschule (– Veserde – Wiblingwerde) | 53 min    | 42           | Hagener Straßenbahn AG (Gemeinschaftskonzession mit Hausemann & Mager)                | 60 min                                                        | 60 min                                                        | 120 min                                                       |
| 540   | (Campus-Express) Hagen Hauptbahnhof – Stadtmitte – Fachhochschule Südwestfalen – Fern-Universität – Loxbaum – Siedlerstraße/HVG – Brüderstraße – Hagen Hauptbahnhof Ringlinie in beide Richtungen | 24 min    | 8            | Hagener Straßenbahn AG                                                                | Einzelne Fahrten in der HVZ                                   | kein Betrieb                                                  | kein Betrieb                                                  |
| 541   | Wetter Bahnhof – Wetter, Ringstraße – Vorhalle West – / (Vossacker –) Vorhalle Mitte – Weststraße – Geitebrücke – Fuhrparkstraße – Eckesey, Bauhaus – Hagen Hauptbahnhof – Theater – Stadtmitte – Rathaus an der Volme – Brunnenstraße – Eppenhauser Brunnen – Emster Straße – Emst, Karl-Ernst-Osthaus-Straße – Emst Kirche – Bissingheim                                                                                               | 51 min    | 38           | Hagener Straßenbahn AG                                                                | 30 min                                                        | 30 min                                                        | 30 min                                                        |
| 542   | (Lennetal Profilstraße – Buschmühlenstr. –) Kabel – Boele Markt – Loxbaum – Höing – Hildegardis-Schule – Stadtmitte – Neumarktstraße – Hagen Hauptbahnhof – Volkshochschule – Wehringhauser Straße – Kückelhausen – Hasper Torhaus – Nordstraße – Westerbauer Schleife (– Poeten – Gevelsberg Hauptbahnhof) | 67 min    | 49           | Hagener Straßenbahn AG                                                                | 10 min                                                        | 10 min                                                        | 15 min                                                        |
| 543   | (Lennetal Profilstraße – Haus Busch –) Helfe Pieperstraße – Helfe Mitte – Seniorenzentrum Buschstraße – Loxbaum – Hoheleye – Fleyer Straße – Aschenbergstraße – Hildegardis-Schule→ – Stadtmitte – Hagen Hauptbahnhof – Buschey – Gewerbepark Kückelhausen – Haspe – Heubing Bahnhof – Büdding Friedhof – Ev. Krankenhaus – Quambusch – Westerbauer Bahnhof – Westerbauer Schleife (– Gevelsberg-Knapp Bahnhof) / – Baukloh              | 71 min    | 61           | Hagener Straßenbahn AG                                                                | 30 min                                                        | 30 min                                                        | 60 min                                                        |
| 553   | Westerbauer Bahnhof – Nordstraße – Westerbauer Schleife – Baukloh – Wetter, Schmandbruch – Wetter, Loh – Wetter, Volmarstein – Wetter, Grundschöttel – Wetter, Gymnasium – Wetter Bahnhof (– Wetter, Realschule/Harkortsee) – Herdecke, E-Werk-Mark – Herdecke, Kirche – Herdecke, Hengsteyseestraße – Herdecke, Herrentisch | 61 min    | 47           | Verkehrsgesellschaft Ennepe-Ruhr                                                      | 30 min                                                        | 30 min                                                        | 60 min                                                        |
| 555   | Westerbauer Bahnhof – Nordstraße – Westerbauer Schleife – Baukloh – Wetter, Schmandbruch – Wetter, Loh – Wetter, Volmarstein – Wetter, Grundschöttel – Wetter, Gymnasium – Wetter Bahnhof (– Wetter, Realschule/Harkortsee) – Herdecke, E-Werk-Mark – Herdecke, Kirche – Herdecke, Hengsteyseestraße – Herdecke, Herrentisch | 61 min    | 45           | Verkehrsgesellschaft Ennepe-Ruhr                                                      | 30 min                                                        | 30 min                                                        | kein Betrieb                                                  |
| 571   | Breckerfeld Schule – Breckerfeld Busbahnhof – Königsheide – Zurstraße – Breckerfeld, Kalthausen/Hagen, Wendeschleife Egge | 23-35 min | 43           | Verkehrsgesellschaft Ennepe-Ruhr                                                      | Einzelne Fahrten in der HVZ                                   | kein Betrieb                                                  | kein Betrieb                                                  |
| 575   | Gevelsberg, Lusebrink – Hagen, Westerbauer Schleife, Gevelsberg, Vogelsanger Str./Hagen, Westerbauer Bf – (Gevelsberg, Rathaus – Ennepetal/Gevelsberg, Bahnhof –) Ennepetal, Busbahnhof | 10-20 min | 16           | Verkehrsgesellschaft Ennepe-Ruhr                                                      | Einzelne Fahrten in der HVZ                                   | kein Betrieb                                                  | kein Betrieb                                                  |
| 591   | (Hält nicht an allen Hst.) Hagen Hauptbahnhof – Eckesey, Bauhaus – Vorhalle Mitte – Wetter, Volmarstein Bahnhof – Wetter, Oberwengern Bahnhof – Wetter Bahnhof Ist in Wetter mit Linie 595 nach Wetter, Gartenstraße gekoppelt. | 20 min    | 13           | DB Busverkehr Rheinland                                                               | 60 min                                                        | 60 min                                                        | 60 min                                                        |
| 594   | (Hält nicht an allen Hst.) Hagen Hauptbahnhof – Eckesey, Bauhaus – Niedernhofstraße – Boele Markt – Külpestraße – Buschmühlenstraße – Ruhrbrücke – Schwerte, Westhofen Denkmal – Schwerte, Ruhrakademie – Schwerte, Hagener Straße – Schwerte, Sparkasse – Schwerte ZOB/Bahnhof | 43 min    | 37           | DB Busverkehr Rheinland                                                               | 30 min                                                        | 30 min                                                        | 60 min                                                        |
| T1    | Taxibus Ambrock – Klinik Ambrock | 3 min     | 3            | Hagener Straßenbahn AG                                                                | zwei Fahrten täglich                                          | vier Fahrten täglich                                          | vier Fahrten täglich                                          |
| T4    | Taxibus Hagen Hbf – Stadtmitte – Kratzkopf | 10 min    | 3            | Hagener Straßenbahn AG                                                                | ab Hbf: 10:00, 14:00, 16:00 ab Kratzkopf: 12:00, 16:00, 18:00 | ab Hbf: 10:00, 14:00, 16:00 ab Kratzkopf: 12:00, 16:00, 18:00 | ab Hbf: 10:00, 14:00, 16:00 ab Kratzkopf: 12:00, 16:00, 18:00 |

## Straßenbahn

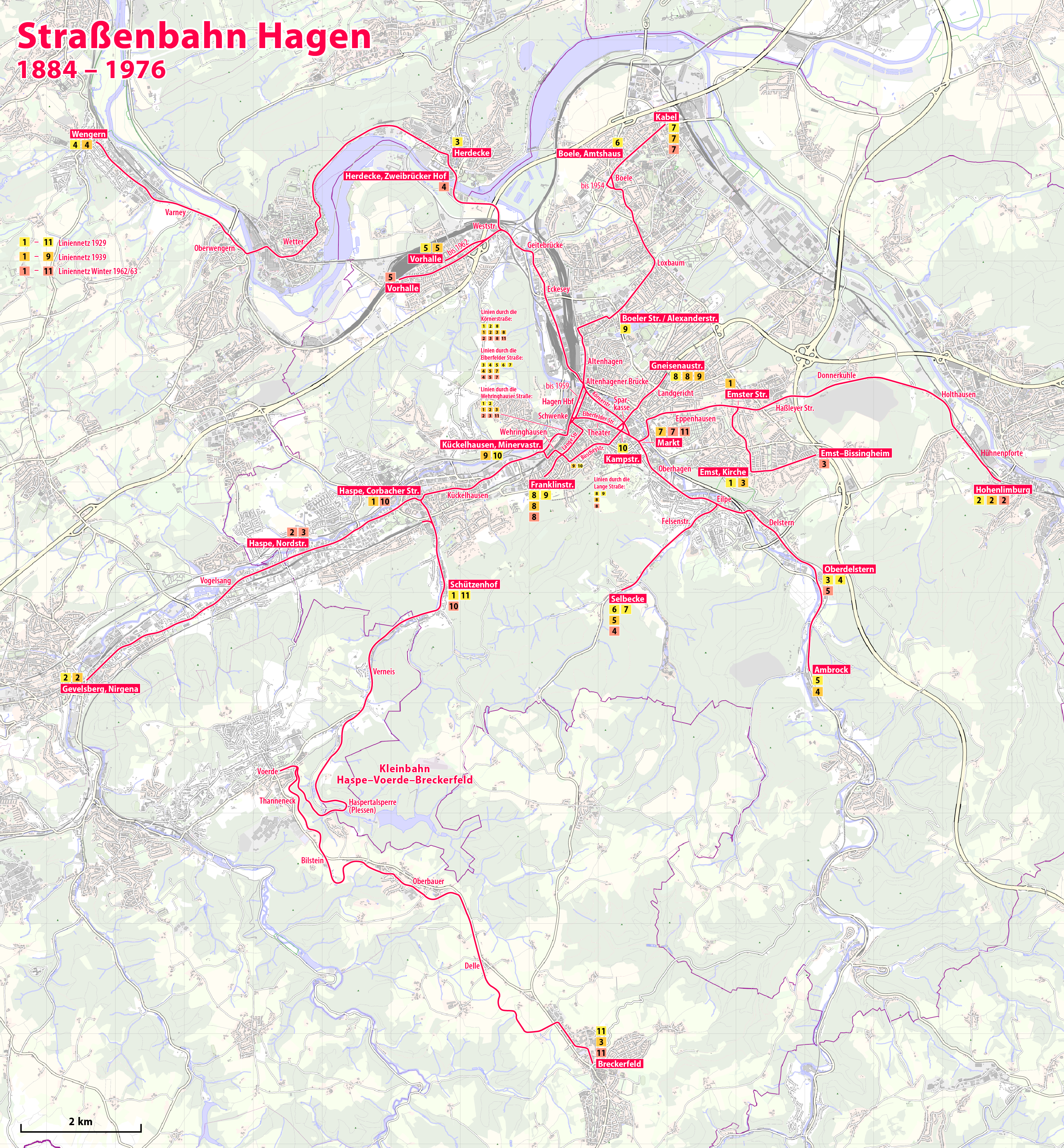
Karte der Straßenbahnnetzes bis 1976

#### Nachtlinien
Stand: 13. Juni 2021
| Linie | Linienverlauf | Fahrzeit  | Haltestellen | Takt   |
| ----- | --- | --------- | ------------ | ------ |
| NE1   | Hohenlimburg Bahnhof – Hohenlimburg Mitte – Lennebad – Elsey Krankenhaus – Elsey Post – Im Stockhof – Hasselbach – Alter Reher Weg – Landgericht – Stadtmitte – Theater – Hagen Hauptbahnhof – St-Josefs-Kirche – Boeler Straße – Loxbaum – Helfe Mitte – Boele Markt – Bathey | 56 min    | 37–40        | 60 min |
| NE2   | Obernahmer – Nimmertal – Benekestraße (← Unternahmer ← Langenkamp / → Kaltwalzwerk → Hoesch Siedlung) – Hohenlimburg Bahnhof – Hohenlimburg Mitte – Hünenpforte – Staplack/Enervie Zentrale – Emsterfeld ← Bissingheim – Emst, Karl-Ernst-Osthaus-Straße – Wasserloses Tal – Stadthalle – Rathaus an der Volme – Stadtmitte – Neumarktstraße – Hagen Hauptbahnhof – Volkshochschule – Heinrichstraße – Rudolfstraße – Kuhlerkamp – Rodersiepen – Heubing Bahnhof – Hasper Torhaus Gemeinschaftskonzession mit Hausemann & Mager | 70–75 min | 54–60        | 60 min |
| NE3   | Gevelsberg Hauptbahnhof – Poeten – Westerbauer Schleife – Nordstraße – Hasper Torhaus – Kückelhausen – Wehringhauser Straße – Volkshochschule – Hagen Hauptbahnhof – Neumarktstraße – Stadtmitte – Rathaus an der Volme – Markt – Oberhagen – Buntebachstraße – Luisenstraße – Eilpe – Eilperfeld – Krähnocken – Freilichtmuseum – Selbecke – Zurstraße – Königsheide – Breckerfeld – Breckerfeld Busbahnhof | 73 min    | 71           | 60 min |
| NE4   | Westerbauer Schleife – Nordstraße – Westerbauer Bahnhof – Quambusch – Spielbrink – Ev. Krankenhaus – Heubing Bahnhof – Hasper Torhaus – Hestertstraße – Gewerbepark Kückelhausen – Eugen-Richter-Str. – Bachstraße – Fichte-Gymnasium – Theater – Hagen Hauptbahnhof – Neumarktstraße – Stadtmitte – Rathaus an der Volme – Markt – Oberhagen – Eilpe – Delstern – Oberdelstern – Ambrock – Dahl – Priorei – Rummenohl Bahnhof – Sterbecke                                                                                      | 57 min    | 51           | 60 min |
| NE5   | Garenfeld Mitte ← Berchum – Industriestraße – Rohrstraße – Tondernstraße – Fachhochschule Südwestfalen – Landgericht – Stadtmitte – Theater – Hagen Hauptbahnhof – St-Josefs-Kirche – Fuhrparkstraße – Geitebrücke – Ziegelei – Vorhalle Mitte – Brockhausen | 49–60 min | 42–49        | 60 min |
| NE6   | Stadtmitte – Rathaus an der Volme – Brunnenstraße – Eppenhauser Brunnen – Eppenhausen, Emster Straße – Haßleyer Straße – Herbeck | 13 min    | 12           | 60 min |
| NE7   | Stadtmitte – Emilienplatz→ – Aschenbergstraße – Hoheleye – Loxbaum – Fley Mitte – Helfe Mitte – Kabel | 23–25 min | 26           | 60 min |
| NE9   | Stadtmitte – Theater – Hagen Hauptbahnhof – Eckesey – Eckesey, Bauhaus – Fuhrparkstraße – Geitebrücke – Weststraße – Vorhalle Mitte – Vossacker Betrieben durch DB Busverkehr Rheinland | 21–24 min | 18           | 60 min |
| NE19  | Hagen Hauptbahnhof – Neumarktstraße – Stadtmitte – Hildegardis-Schule – Höing – Westfalenbad – Boeler Straße (→ Boelerheide)– Niedernhofstraße – Weststraße – Herdecke Mitte ((– Herdecke, Kirche – Herdecke, Nacken – Herdecke, Kirche – Herdecke Mitte –) Herdecke, Rathaus – Attenbergstraße/Bahnhof – Herdecke, Am Schlagbaum – Herdecke, Schanze (– Dortmund, Kirchhörder Straße – Dortmund, Kirchhörde Bf. → Dortmund, Kirchhörde))                                                                                       | 32 min    | 49           | 60 min |
| NE32  | Hasper Torhaus – Dickenbruchstraße – Nordstraße – Westerbauer Schleife – Baukloh | 18 min    | 18           | 60 min |